# Karin Garling

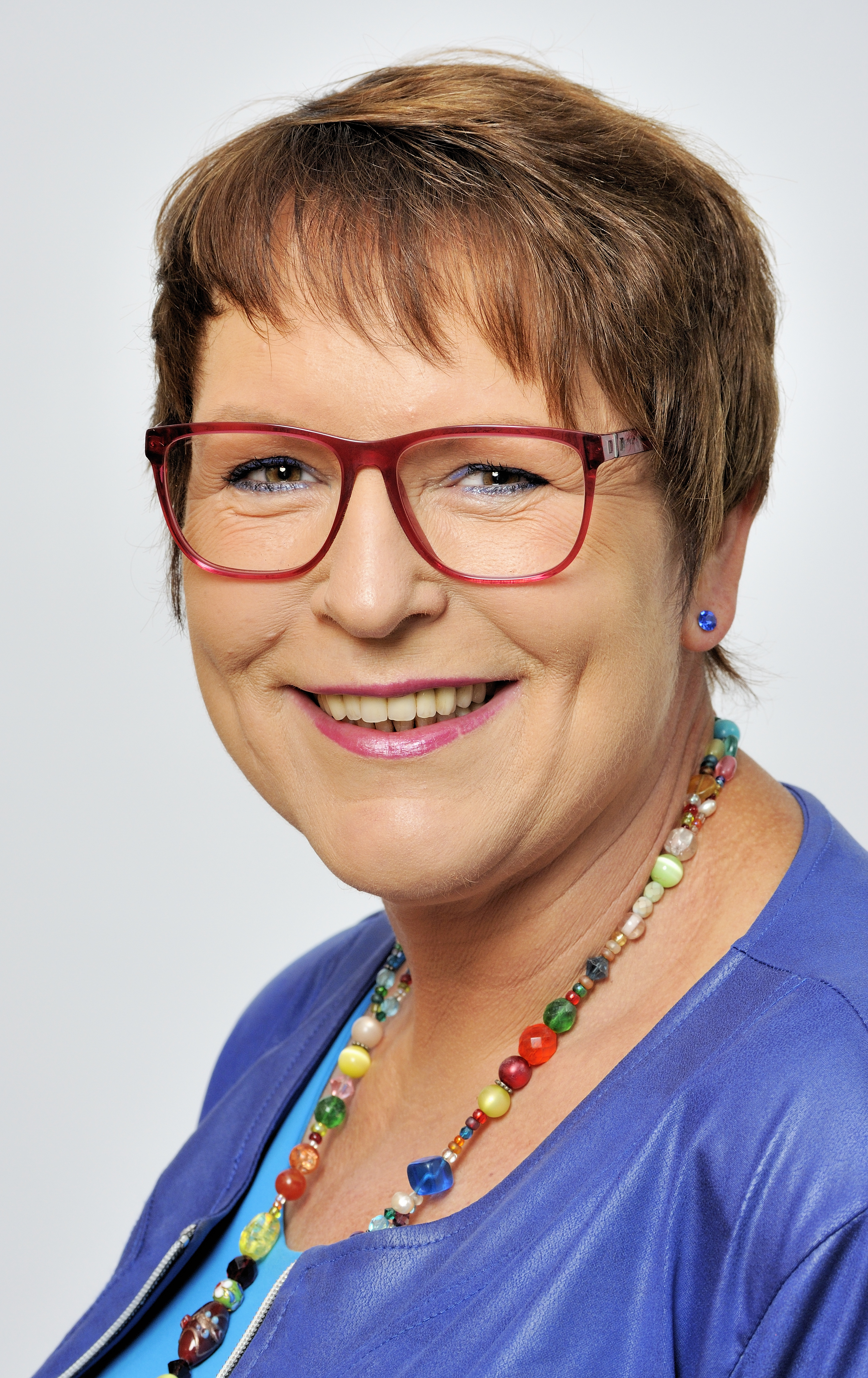
Karin Garling, 2014

Karin Garling (* 4. November 1959 in Daverden) ist eine bremische Politikerin (SPD) und war Abgeordnete der Bremischen Bürgerschaft.

## Biografie

### Ausbildung und Beruf
Garling wurde nach ihrem Realschulabschluss in den Jahren 1982 bis 1985 zur Krankenschwester ausgebildet. Sie war von 1985 bis 1998 und 1993 bis 1995 Krankenschwester in Achim und Bremen. Zwischen 1987 und 1988 war sie Mitglied im Personalrat der Stadt Achim, 1992/93 und von 1995 bis 2003 Mitglied im Personalrat des Klinikum Bremen-Mitte. 2002/2003 erfolgte eine Ausbildung zur Mediatorin. Seit 2004 ist sie im Qualitätsmanagement des Bremer Klinikverbundes Gesundheit Nord tätig.
Sie ist verheiratet und hat zwei Kinder.

### Politik
Garling ist seit dem Jahr 1990 SPD-Mitglied. 1995 wurde sie Vorstandsmitglied des SPD-Ortsvereins Borgfeld und 1998 SPD-Unterbezirksdelegierte. Seit 1995 ist sie Ausschussmitglied für Soziales, Jugend und Sport des Beirats Borgfeld. Im Jahr 2003 wurde sie Mitglied im Beirat und Ausschusssprecherin. Sie war von 2003 bis 2007 und  2010 und 2012 Mitglied im Landesvorstand der SPD in Bremen.
In der Zeit vom 20. Oktober 2003 bis 2015 war sie Abgeordnete in der Bremischen Bürgerschaft (Landtag) und wurde am 10. November 2005 auch Mitglied der Bremischen Bürgerschaft (Stadt). Sie war umwelt- und energiepolitische Sprecherin, sozialpolitische Sprecherin und seit 2011 kulturpolitische Sprecherin der SPD-Bürgerschaftsfraktion und seit 2011 auch stellvertretende SPD-Fraktionsvorsitzende.

Sie war vertreten im
Ausschuss für Bürgerbeteiligung, bürgerschaftliches Engagement und Beiräte (Stadt),
Ausschuss für die Gleichstellung der Frau,
Haushalts- und Finanzausschuss (Stadt),
Rechnungsprüfungsausschuss (Stadt),
Sondervermögensausschuss Infrastruktur der Stadtgemeinde Bremen,
Verfassungs- und Geschäftsordnungsausschuss,
Richterwahlausschuss,
nichtständigen Ausschuss zur Änderung der Landesverfassung,
Jugendhilfeausschuss,
Landesjugendhilfeausschuss und in den
Betriebsausschüssen Musikschule Bremen,
Stadtbibliothek Bremen und Bremer Volkshochschule, Werkstatt Bremen sowie in der
staatlichen und städtischen Deputation für Kultur.